# Кундудо
Кундудо — гора, розташована в регіоні Оромія, Ефіопія. Вершина гори лежить на схід від стін міста Харер. В горі є величезні печери, а в південній частині знайдено старовинні  гравюри, які не були відомі до 2008 р. Поблизу гори пасовище в 13 га, яке є оселищем для диких коней, які збереглися в  Східній Африці. Висота гори сягає 2965 м.
Нижче Кундудо є кілька населених пунктів. Також неподалік знаходиться храм і особливої конструкції мечеть.

## Історія
Цю гору згадував британський дослідник Річард Френсіс Бертон, його команда подорожувала уздовж північного підніжжя гори в січні 1854 р.
13 лютого 2009 р. група з шести італійських і французьких спелеологів, вивчаючи гору, знову виявили печеру. Печера класифікується серед п'яти найкращих на континенті і є єдиною в  Ефіопії, яка містить різні види корисних копалин, сформованих в печері.

## Фототека

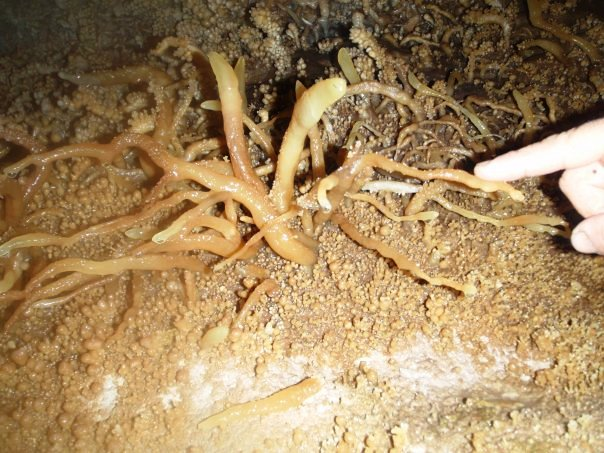
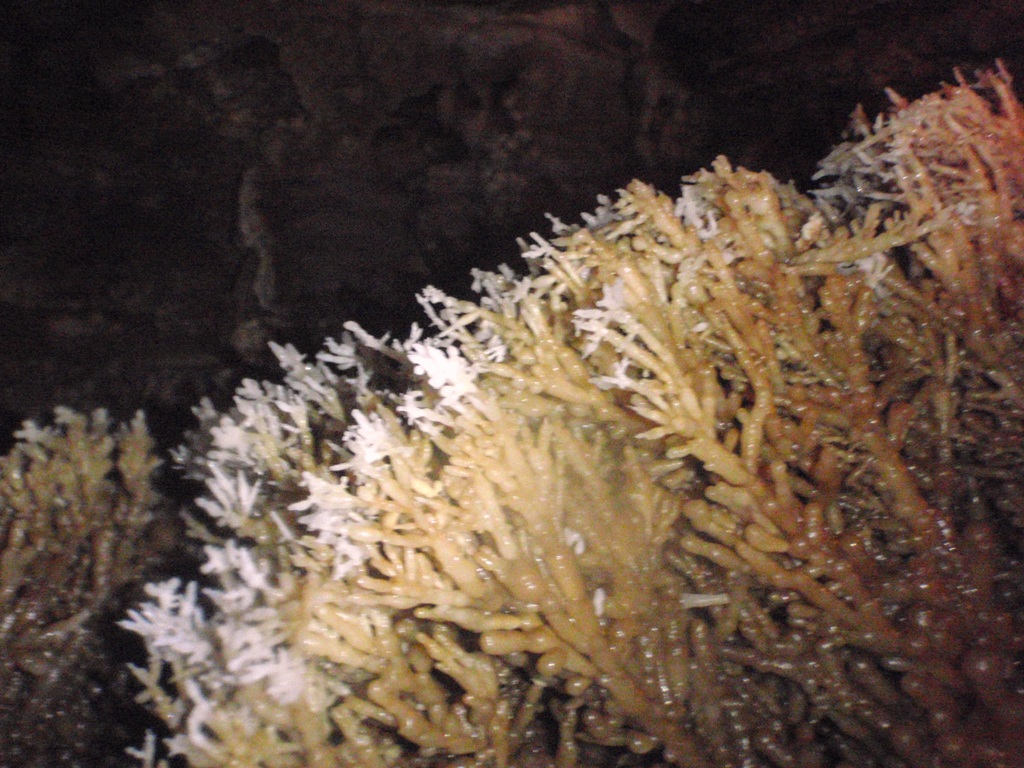
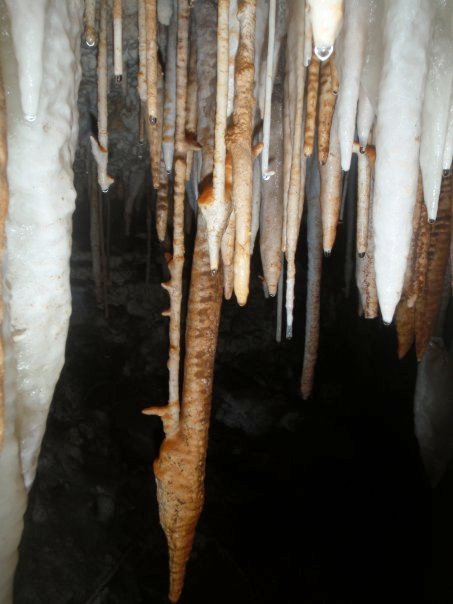
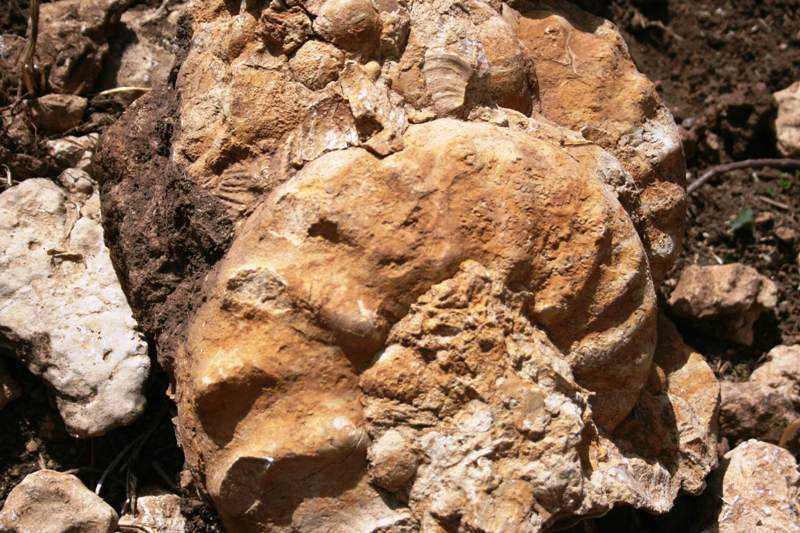
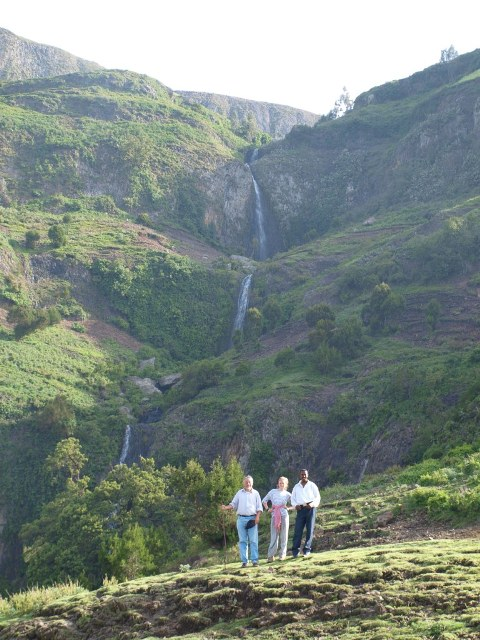
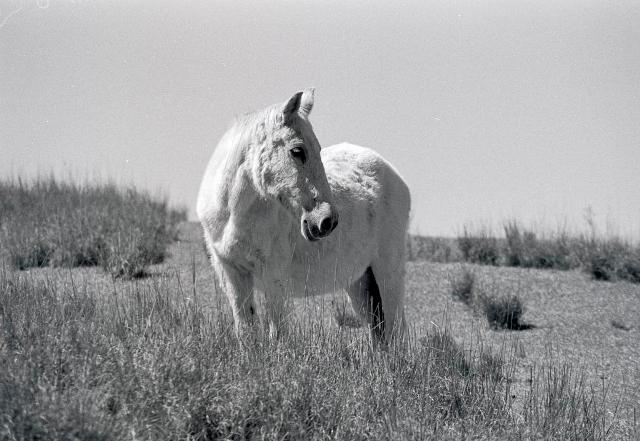
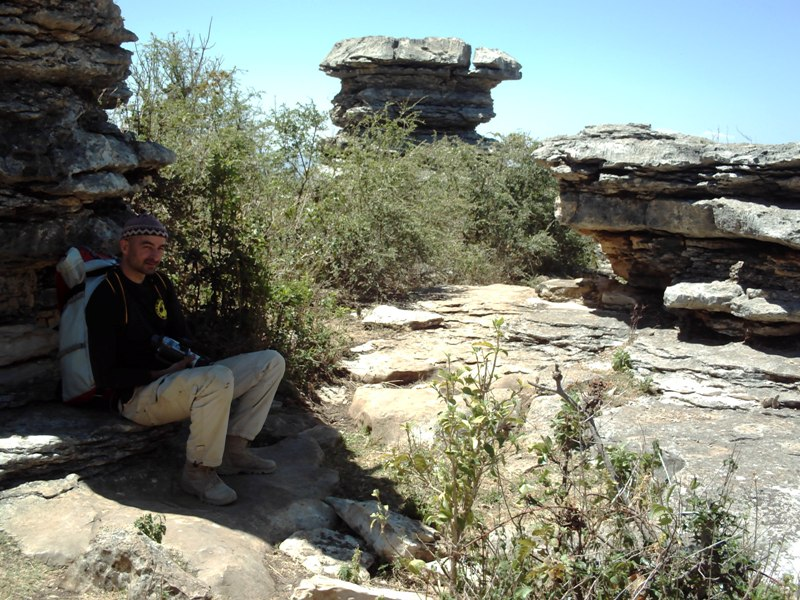

## Виноски
1. ↑  GEOnet Names Server — 2018.
2. ↑  Burton, First Footsteps in East Africa, 1856; edited with additional material by Gordon Waterfield (New York: Praeger, 1966), pp. 168
3. ↑   [Архівовано 22 жовтня 2014 у Wayback Machine.] a photo gallery